# Benthastelena
Benthastelena is een geslacht van weekdieren uit de klasse van de Gastropoda (slakken).

## Soorten
- Benthastelena cristata (Marshall, 1995)
- Benthastelena diademata (Marshall, 1995)
- Benthastelena kanakorum (Marshall, 2001)
- Benthastelena katherina Iredale, 1936
- Benthastelena muta (Finlay, 1924) †
- Benthastelena susanae Maxwell, 1992 †
- Benthastelena transenna (Suter, 1917) †

### Synoniemen
- Benthastelena coronata (B. A. Marshall, 1995) => Benthastelena kanakorum (B. A. Marshall, 2001)